# Kristina Hautala
Kristina Hautala (Stockholm, 28 juni 1948) is een Fins-Zweeds zangeres.

## Biografie
Kristina Hautala werd in de Zweedse hoofdstad Stockholm geboren uit Finse ouders. In 1966 bracht ze haar eerste single uit, gezongen in het Fins: En koskaan. Het nummer behaalde de zesde plek in de Finse hitparade. Het leverde haar nationale bekendheid op in Finland, hetgeen resulteerde in een tournee doorheen het land in de zomer van 1967. In drie jaar tijd zou ze elf singles uitbrengen, vrijwel allemaal Finstalige covers van buitenlandse hits. In 1968 nam ze deel aan de Finse preselectie voor het Eurovisiesongfestival. Het was voor het eerst dat de Finse bijdrage gekozen werd door middel van een publieke stemming: de kijkers konden hun stem uitbrengen door een briefkaart naar de Finse openbare omroep te sturen. Met het nummer Kun kello käy won Hautala de preselectie. In Londen eindigde ze echter op een gedeelde laatste plek. Na deze deelname zou Hautala nog enkele singles uitbrengen, maar het succes van weleer bleef uit. In 1972 keerde ze terug naar Stockholm, alwaar ze ging studeren. Na haar studies startte ze een carrière als psychologe.
1961: Laila Kinnunen · 
1962: Marion Rung · 
1963: Laila Halme · 
1964: Lasse Mårtenson · 
1965: Viktor Klimenko · 
1966: Ann-Christine Nyström · 
1967: Fredi · 
1968: Kristina Hautala · 
1969: Jarkko & Laura · 
1971: Markku Aro & Koivistolaiset · 
1972: Päivi Paunu & Kim Floor · 
1973: Marion Rung · 
1974: Carita · 
1975: Pihasoittajat · 
1976: Fredi & The Friends · 
1977: Monica Aspelund · 
1978: Seija Simola · 
1979: Katri Helena · 
1980: Vesa-Matti Loiri · 
1981: Riki Sorsa · 
1982: Kojo · 
1983: Ami Aspelund · 
1984: Kirka · 
1985: Sonja Lumme · 
1986: Kari Kuivalainen · 
1987: Vicky Rosti & Boulevard · 
1988: Boulevard · 
1989: Anneli Saaristo · 
1990: Beat · 
1991: Kaija · 
1992: Pave · 
1993: Katri Helena · 
1994: CatCat · 
1996: Jasmine · 
1998: Edea · 
2000: Nina Åström · 
2002: Laura · 
2004: Jari Sillanpää · 
2005: Geir Rönning · 
2006: Lordi · 
2007: Hanna Pakarinen · 
2008: Teräsbetoni · 
2009: Waldo's People · 
2010: Kuunkuiskaajat · 
2011: Paradise Oskar · 
2012: Pernilla Karlsson · 
2013: Krista Siegfrids · 
2014: Softengine · 
2015: Pertti Kurikan Nimipäivät · 
2016: Sandhja · 
2017: Norma John · 
2018: Saara Aalto · 
2019: Darude feat. Sebastian Rejman · 
2021: Blind Channel · 
2022: The Rasmus · 
2023: Käärijä · 
2024: Windows95Man ·
2025: Erika Vikman